# Eccellenza Puglia 2018-2019
Il campionato italiano di calcio di Eccellenza regionale 2018-2019 è il ventottesimo organizzato in Puglia.

## Aggiornamenti
- L'Unione Sportiva Bitonto ha ceduto il suo titolo sportivo alla società giovanile Molfetta Sportiva 1917, poi fallendo. L'A.S.D. Omnia Bitonto, promossa in Serie D, si è rinominata U.S.D. Bitonto Calcio riprendendo il logo e i colori sociali della vecchia U.S. Bitonto.
- Il gruppo imprenditoriale proprietario della Sporting Fulgor retrocessa dalla Serie D nel campionato precedente, ha rinunciato a utilizzare questo titolo sportivo, permettendo il ripescaggio in Eccellenza dell'U.C. Bisceglie.

## Squadre partecipanti
| Club                    | Città           | Stadio o Campo Sportivo                            | Stagione precedente              |
| ----------------------- | --------------- | -------------------------------------------------- | -------------------------------- |
| Atletico Vieste         | Vieste (FG)     | Stadio Riccardo Spina (erba sintetica)             | 9° in Eccellenza Puglia          |
| Avetrana                | Avetrana (TA)   | Campo Comunale Valentino Mazzola                   | 3° in Eccellenza Puglia          |
| Barletta                | Barletta (BT)   | Campo Comunale Manzi Chiapulin (erba sintetica)    | 12° in Eccellenza Puglia         |
| Brindisi                | Brindisi        | Stadio Franco Fanuzzi                              | 1° in Promozione Puglia Girone B |
| Casarano                | Casarano (LE)   | Stadio Giuseppe Capozza                            | 2° in Eccellenza Puglia          |
| Corato                  | Corato (BA)     | Stadio Comunale                                    | 7° in Eccellenza Puglia          |
| Fortis Altamura         | Altamura (BA)   | Stadio Comunale                                    | 2° in Promozione Puglia Girone A |
| Gallipoli               | Gallipoli (LE)  | Stadio Antonio Bianco (erba sintetica)             | 5° Eccellenza Puglia             |
| Mesagne Calcio 2011     | Mesagne (BR)    | Stadio Comunale (erba sintetica)                   | 2° in Promozione Puglia Girone B |
| Molfetta Calcio         | Molfetta (BA)   | Stadio Paolo Poli (erba sintetica)                 | 10° in Eccellenza Puglia         |
| Molfetta Sportiva       | Molfetta (BA)   | Stadio Paolo Poli (erba sintetica)                 | 18° in Serie D Girone H          |
| Otranto                 | Otranto (LE)    | Stadio Avvocato Pasquale Nachira (erba sintetica)  | 11° in Eccellenza Puglia         |
| Unione Calcio Bisceglie | Bisceglie (BT)  | Campo Comunale Francesco di Liddo (erba sintetica) | 13° in Eccellenza Puglia         |
| San Severo              | San Severo (FG) | Stadio Comunale Ricciardelli (erba sintetica)      | 14° in Serie D Girone H          |
| Terlizzi                | Terlizzi (BA)   | Stadio Comunale (erba sintetica)                   | 1° in Promozione Puglia Girone A |
| Vigor Trani             | Trani (BT)      | Stadio Comunale                                    | 8° in Eccellenza Puglia          |

## Classifica finale
|  | Pos. | Squadra         | Pt | G  | V  | N  | P  | GF | GS | DR  |
|  | ---- | --------------- | -- | -- | -- | -- | -- | -- | -- | --- |
|  | 1.   | Casarano        | 69 | 30 | 21 | 6  | 3  | 72 | 26 | 46  |
|  | 2.   | Brindisi        | 62 | 30 | 19 | 5  | 6  | 54 | 30 | 24  |
|  | 3.   | Fortis Altamura | 55 | 30 | 15 | 10 | 5  | 40 | 24 | 16  |
|  | 4.   | Barletta        | 53 | 30 | 14 | 11 | 5  | 37 | 19 | 18  |
|  | 5.   | Gallipoli       | 53 | 30 | 15 | 8  | 7  | 41 | 22 | 19  |
|  | 6.   | Atletico Vieste | 46 | 30 | 12 | 10 | 8  | 39 | 27 | 12  |
|  | 7.   | Soccer Trani    | 42 | 30 | 11 | 9  | 10 | 30 | 31 | -1  |
|  | 8.   | Molfetta Calcio | 39 | 30 | 11 | 6  | 13 | 42 | 35 | 7   |
|  | 9.   | Otranto         | 38 | 30 | 10 | 8  | 12 | 40 | 37 | 3   |
|  | 10.  | San Severo      | 35 | 30 | 9  | 8  | 13 | 38 | 39 | -1  |
|  | 11.  | UC Bisceglie    | 34 | 30 | 9  | 7  | 14 | 44 | 42 | 2   |
|  | 12.  | Corato          | 34 | 30 | 8  | 10 | 12 | 43 | 45 | -2  |
|  | 13.  | Mesagne         | 32 | 30 | 7  | 11 | 12 | 25 | 31 | -6  |
|  | 14.  | Terlizzi        | 29 | 30 | 6  | 11 | 13 | 28 | 59 | -31 |
|  | 15.  | Avetrana        | 16 | 30 | 2  | 10 | 18 | 28 | 91 | -63 |
|  | 16.  | Molfetta        | 15 | 30 | 3  | 6  | 21 | 21 | 64 | -43 |

Legenda:
      Promosso in Serie D.
 Ammesso ai play-off.
 Ammesso ai play-out.
      Retrocesso in Promozione.
 Promozione diretta.
 Retrocessione diretta.
Note:
Tre punti a vittoria, uno a pareggio, zero a sconfitta.
In caso di arrivo di due o più squadre a pari punti, la graduatoria verrà stilata secondo la classifica avulsa tra le squadre interessate che prevede, in ordine, i seguenti criteri:
- Punti negli scontri diretti
- Differenza reti negli scontri diretti
- Differenza reti generale
- Reti realizzate in generale
- Sorteggio

Il Brindisi ha vinto i play-off nazionali, ottenendo la promozione in Serie D.

### Play-out
|         | Risultati |          | Luogo, data e ora                  |
| ------- | --------- | -------- | ---------------------------------- |
| Mesagne | 2 - 0     | Terlizzi | Mesagne, 14 aprile 2019, ore 16:00 |

## Risultati

### Tabellone
|                 | AVE  | BAR  | BRI  | CAS  | COR  | FOR  | GAL  | MES  | MOL  | MOC  | OTR  | SAN  | TER  | TRA  | UCB  | VIE  |
| --------------- | ---- | ---- | ---- | ---- | ---- | ---- | ---- | ---- | ---- | ---- | ---- | ---- | ---- | ---- | ---- | ---- |
| Avetrana        | –––– | 1-1  | 0-2  | 0-7  | 1-1  | 1-1  | 2-0  | 1-4  | 3-1  | 0-4  | 1-7  | 2-2  | 1-1  | 0-2  | 0-3  | 1-1  |
| Barletta        | 4-0  | –––– | 1-0  | 1-2  | 2-0  | 0-1  | 0-1  | 0-0  | 2-0  | 2-1  | 2-1  | 4-1  | 3-0  | 1-0  | 0-0  | 1-0  |
| Brindisi        | 3-2  | 2-1  | –––– | 0-1  | 3-2  | 2-0  | 2-1  | 3-1  | 1-1  | 1-2  | 1-0  | 1-0  | 3-1  | 2-0  | 6-1  | 0-0  |
| Casarano        | 7-1  | 0-0  | 2-2  | –––– | 1-0  | 3-1  | 1-1  | 1-1  | 3-1  | 0-0  | 2-0  | 1-0  | 8-0  | 1-0  | 3-0  | 2-1  |
| Corato          | 6-0  | 0-1  | 1-2  | 3-3  | –––– | 1-2  | 0-2  | 2-1  | 2-0  | 0-0  | 0-0  | 1-0  | 6-0  | 1-4  | 2-1  | 3-1  |
| Fortis Altamura | 3-1  | 1-1  | 0-1  | 0-2  | 0-0  | –––– | 2-1  | 1-1  | 6-0  | 3-2  | 0-0  | 2-1  | 3-0  | 0-0  | 2-0  | 1-0  |
| Gallipoli       | 6-1  | 0-1  | 1-0  | 1-2  | 3-0  | 1-0  | –––– | 2-0  | 2-0  | 1-0  | 1-0  | 3-1  | 1-1  | 4-1  | 2-0  | 1-2  |
| Mesagne         | 0-0  | 0-1  | 1-1  | 1-2  | 0-0  | 1-1  | 0-0  | –––– | 1-0  | 2-3  | 2-1  | 0-3  | 1-0  | 3-1  | 2-1  | 1-0  |
| Molfetta        | 4-2  | 1-2  | 0-2  | 0-2  | 1-3  | 0-1  | 1-2  | 1-0  | –––– | 0-2  | 2-2  | 0-0  | 1-1  | 0-3  | 1-1  | 1-1  |
| Molfetta Calcio | 2-1  | 1-1  | 2-0  | 2-4  | 4-0  | 0-1  | 1-1  | 2-0  | 3-0  | –––– | 1-2  | 1-1  | 3-0  | 1-0  | 0-0  | 1-2  |
| Otranto         | 1-1  | 1-1  | 2-3  | 1-2  | 1-1  | 3-4  | 0-1  | 1-0  | 2-0  | 2-1  | –––– | 2-2  | 1-2  | 1-1  | 3-1  | 1-0  |
| San Severo      | 5-0  | 1-1  | 2-3  | 2-0  | 1-1  | 0-1  | 0-1  | 1-0  | 4-2  | 2-0  | 2-3  | –––– | 0-0  | 0-2  | 1-0  | 0-0  |
| Terlizzi        | 3-3  | 1-1  | 1-4  | 3-1  | 3-0  | 0-0  | 1-1  | 1-0  | 3-0  | 1-3  | 0-1  | 0-5  | –––– | 0-1  | 2-2  | 1-4  |
| Trani           | 1-1  | 1-0  | 0-3  | 1-4  | 4-3  | 1-1  | 1-1  | 0-0  | 1-0  | 1-0  | 0-0  | 1-1  | 0-0  | –––– | 1-0  | 2-0  |
| U.C. Bisceglie  | 6-0  | 2-2  | 3-0  | 0-1  | 2-2  | 0-1  | 2-1  | 2-1  | 4-0  | 4-2  | 1-2  | 4-0  | 0-1  | 2-0  | –––– | 2-2  |
| Vieste          | 3-1  | 0-0  | 1-1  | 2-1  | 2-2  | 1-1  | 0-0  | 0-1  | 4-1  | 2-1  | 2-0  | 3-0  | 2-0  | 1-0  | 2-0  | –––– |